# Pilea centradenioides
Pilea centradenioides là loài thực vật có hoa trong họ Tầm ma. Loài này được Seem. miêu tả khoa học đầu tiên năm 1854.